# Cordillera de Paine
Cordillera de Paine är en bergskedja i Chile.   Den ligger i regionen Región de Magallanes y de la Antártica Chilena, i den södra delen av landet, 2 000 km söder om huvudstaden Santiago de Chile.
Cordillera de Paine sträcker sig 25,1 km i öst-västlig riktning. Den högsta punkten är 2 818 meter över havet.
Topografiskt ingår följande toppar i Cordillera de Paine:
- Cerro Blanco
- Cerro Paine
- Cerro Paine Chico
- Cerro Paine Medio

Trakten runt Cordillera de Paine är nära nog obefolkad, med mindre än två invånare per kvadratkilometer.